# Campionat del Món d'atletisme en pista coberta
El Campionat del Món d'atletisme en pista coberta és una competició esportiva d'atletisme de caràcter internacional organitzada per la Federació Internacional d'Atletisme (IAAF) des de 1985. Es disputa cada dos anys. Els anys 2003 i 2004 es disputaren dues edicions consecutives per facilitar un canvi de dates i alternar-los amb els Campionats del Món a l'aire lliure.

## Edicions dels Campionats
| Edició        | Any  | Ciutat       | País         | Data                              | Estadi                                  |
| ------------- | ---- | ------------ | ------------ | --------------------------------- | --------------------------------------- |
| I Detalls     | 1985 | París        | França       | 18 de gener - 19 de gener de 1985 | Palais Omnisports de Paris-Bercy        |
| II Detalls    | 1987 | Indianapolis | Estats Units | 6 de març - 8 de març de 1987     | Hoosier Dome                            |
| III Detalls   | 1989 | Budapest     | Hongria      | 3 de març - 5 de març de 1989     | Budapest Sports Arena                   |
| IV Detalls    | 1991 | Sevilla      | Espanya      | 8 de març - 10 de març de 1991    | Palacio Municipal de Deportes San Pablo |
| V Detalls     | 1993 | Toronto      | Canadà       | 12 de març - 14 de març de 1993   | SkyDome                                 |
| VI Detalls    | 1995 | Barcelona    | Espanya      | 10 de març - 12 de març de 1995   | Palau Sant Jordi                        |
| VII Detalls   | 1997 | París        | França       | 7 de març - 9 de març de 1997     | Palais Omnisports de Paris-Bercy        |
| VIII Detalls  | 1999 | Maebashi     | Japó         | 5 de març - 7 de març 1999        | Green Dome Maebashi                     |
| IX Detalls    | 2001 | Lisboa       | Portugal     | 9 de març - 11 de març de 2001    | Pavilhão Atlântico                      |
| X Detalls     | 2003 | Birmingham   | Regne Unit   | 14 de març - 16 de març de 2003   | National Indoor Arena                   |
| XI Detalls    | 2004 | Budapest     | Hongria      | 5 de març - 7 de març de 2004     | Budapest Sports Arena                   |
| XII Detalls   | 2006 | Moscou       | Rússia       | 10 de març - 12 de març de 2006   | Estadi Olimpiski                        |
| XIII Detalls  | 2008 | València     | Espanya      | 7 de març - 9 de març de 2008     | Palau Lluís Puig                        |
| XIV Detalls   | 2010 | Doha         | Qatar        | 12 de març - 14 de març de 2010   | ASPIRE Dome                             |
| XV Detalls    | 2012 | Istanbul     | Turquia      | 9 de març - 11 de març de 2012    | Ataköy Athletics Arena                  |
| XVI Detalls   | 2014 | Sopot        | Polònia      | 7 de març - 9 de març de 2014     | Ergo Arena                              |
| XVII Detalls  | 2016 | Portland     | Estats Units | 17 de març - 20 de març de 2016   | Oregon Convention Center                |
| XVIII Detalls | 2018 | Birmingham   | Regne Unit   | 1 de març - 4 de març de 2018     | National Indoor Arena                   |

## Medaller històric
- Dades actualitzades fins a Birmingham 2018. No inclou les medalles dels Jocs Mundials en Pista Coberta de 1985, ni les de les proves d'exhibició: 1 a Sevilla 1991 i 4 a Toronto 1993.[cal citació]